# Neoorthocaulis hyperboreus
Neoorthocaulis hyperboreus là một loài rêu trong họ Anastrophyllaceae. Loài này được R.M. Schust. L. Söderstr., De Roo & Hedd. mô tả khoa học đầu tiên năm 2010.